# Кевін Бієкса
Кевін Бієкса (англ. Kevin Bieksa; нар. 16 червня 1981, Грімсбі) — канадський хокеїст, що грав на позиції захисника. Грав за збірну команду Канади.
Провів понад 800 матчів у Національній хокейній лізі.

## Ігрова кар'єра
Хокейну кар'єру розпочав 1997 року виступами за юніорську команду «Берлінгтон Кугарс».
З 2000 року Кевін захищає кольори університетської команди «Боулінг-Грін».
2001 року був обраний на драфті НХЛ під 151-м загальним номером командою «Ванкувер Канакс».
2003 року Бієкса приєднався до фарм-клубу «Канакс» «Манітоба Мус».
19 грудня 2005 року Кевін дебютував у складі ванкуверців в матчі проти «Лос-Анджелес Кінгс».
17 серпня 2006 року «Ванкувер Канакс» уклав з гравцем дворічний контракт. У сезоні 2006–07 він склав надійну пару разом із партнером Віллі Мітчеллом.
9 липня 2007 року сторони уклали новий трирічний контракт. 1 листопада 2007 року в матчі проти «Нашвілл Предаторс» Кевін отримав травму та вибув на наступні 47 ігор регулярного чемпіонату.
18 травня 2011 року Бієкса оформив перший хет-трик у матчі проти «Сан-Хосе Шаркс». У тому сезоні «Ванкувер Канакс» дістався фіналу Кубка Стенлі але поступився у серії «Бостон Брюїнс» 3–4.
27 червня 2011 року, Бієкса підписав п'ятирічний контракт з «Ванкувер Канакс».
30 червня 2015 року «Канакс» обміняли гравця з «Анагайм Дакс» в обмін на вибір у другому раунді драфту НХЛ 2016.
13 жовтня 2022 року «Канакс» оголосили, що Бієкса підпише з командою одноденний контракт і завершить кар’єру 3 листопада, коли «Канакс» зіграє проти «Дакс».
Загалом провів 894 матчі в НХЛ, включаючи 86 ігор плей-оф Кубка Стенлі.
Виступав за збірну Канади, на головних турнірах світового хокею провів 8 ігор в її складі.

## Післяігрова кар'єра
У 2019 році Бієкса та Дін Кабан спільно заснували хокейну академію в Південній Каліфорнії.
З 2020 року працює аналітиком на спортивному каналі.
З 2019 по 2021 рік він працював помічником тренера молодіжного складу «Анагайм Дакс».

## Статистика

### Клубні виступи
| Сезон        | Клуб                | Ліга         | Регулярний сезон | Регулярний сезон | Регулярний сезон | Регулярний сезон | Регулярний сезон | Плей-оф | Плей-оф | Плей-оф | Плей-оф | Плей-оф |
| Сезон        | Клуб                | Ліга         | І                | Г                | П                | О                | ШХ               | І       | Г       | П       | О       | ШХ      |
| ------------ | ------------------- | ------------ | ---------------- | ---------------- | ---------------- | ---------------- | ---------------- | ------- | ------- | ------- | ------- | ------- |
| 1997–98      | «Берлінгтон Кугарс» | ОЮХЛ         | 27               | 0                | 3                | 3                | 10               | —       | —       | —       | —       | —       |
| 1998–99      | «Берлінгтон Кугарс» | ОЮХЛ         | 48               | 8                | 29               | 37               | 83               | —       | —       | —       | —       | —       |
| 1999–00      | «Берлінгтон Кугарс» | ОЮХЛ         | 49               | 6                | 27               | 33               | 139              | —       | —       | —       | —       | —       |
| 2000–01      | «Боулінг-Грін»      | НКАА         | 35               | 4                | 9                | 13               | 90               | —       | —       | —       | —       | —       |
| 2001–02      | «Боулінг-Грін»      | НКАА         | 40               | 5                | 10               | 15               | 68               | —       | —       | —       | —       | —       |
| 2002–03      | «Боулінг-Грін»      | НКАА         | 34               | 8                | 17               | 25               | 92               | —       | —       | —       | —       | —       |
| 2003–04      | «Боулінг-Грін»      | НКАА         | 38               | 7                | 15               | 22               | 66               | —       | —       | —       | —       | —       |
| 2003–04      | «Манітоба Мус»      | АХЛ          | 4                | 0                | 2                | 2                | 2                | —       | —       | —       | —       | —       |
| 2004–05      | «Манітоба Мус»      | АХЛ          | 80               | 12               | 27               | 39               | 192              | 14      | 1       | 1       | 2       | 35      |
| 2005–06      | «Манітоба Мус»      | АХЛ          | 23               | 3                | 17               | 20               | 71               | 13      | 0       | 10      | 10      | 38      |
| 2005–06      | «Ванкувер Канакс»   | НХЛ          | 39               | 0                | 6                | 6                | 77               | —       | —       | —       | —       | —       |
| 2006–07      | «Ванкувер Канакс»   | НХЛ          | 81               | 12               | 30               | 42               | 134              | 9       | 0       | 0       | 0       | 20      |
| 2007–08      | «Манітоба Мус»      | АХЛ          | 1                | 0                | 1                | 1                | 2                | —       | —       | —       | —       | —       |
| 2007–08      | «Ванкувер Канакс»   | НХЛ          | 34               | 2                | 10               | 12               | 90               | —       | —       | —       | —       | —       |
| 2008–09      | «Ванкувер Канакс»   | НХЛ          | 72               | 11               | 32               | 43               | 97               | 10      | 0       | 5       | 5       | 14      |
| 2009–10      | «Ванкувер Канакс»   | НХЛ          | 55               | 3                | 19               | 22               | 85               | 12      | 3       | 5       | 8       | 14      |
| 2010–11      | «Ванкувер Канакс»   | НХЛ          | 66               | 6                | 16               | 22               | 73               | 25      | 5       | 5       | 10      | 51      |
| 2011–12      | «Ванкувер Канакс»   | НХЛ          | 78               | 8                | 36               | 44               | 94               | 5       | 1       | 0       | 1       | 6       |
| 2012–13      | «Ванкувер Канакс»   | НХЛ          | 36               | 6                | 6                | 12               | 48               | 4       | 1       | 0       | 1       | 8       |
| 2013–14      | «Ванкувер Канакс»   | НХЛ          | 76               | 4                | 20               | 24               | 104              | —       | —       | —       | —       | —       |
| 2014–15      | «Ванкувер Канакс»   | НХЛ          | 60               | 4                | 10               | 14               | 77               | 6       | 0       | 0       | 0       | 9       |
| 2015–16      | «Анагайм Дакс»      | НХЛ          | 71               | 4                | 11               | 15               | 99               | 6       | 0       | 1       | 1       | 2       |
| 2016–17      | «Анагайм Дакс»      | НХЛ          | 81               | 3                | 11               | 14               | 63               | 8       | 0       | 4       | 4       | 23      |
| 2017–18      | «Анагайм Дакс»      | НХЛ          | 59               | 0                | 8                | 8                | 83               | 1       | 0       | 0       | 0       | 0       |
| Усього в НХЛ | Усього в НХЛ        | Усього в НХЛ | 808              | 63               | 215              | 278              | 1124             | 86      | 10      | 20      | 30      | 147     |

### Збірна
| Рік                | Команда            | Турнір             | Місце              |   | І | G | A | О | ШХ |
| ------------------ | ------------------ | ------------------ | ------------------ | - | - | - | - | - | -- |
| 2014               | Канада             | ЧС                 | 5-е                | 8 | 2 | 2 | 4 | 4 |    |
| Національна збірна | Національна збірна | Національна збірна | Національна збірна | 8 | 2 | 2 | 4 | 4 |    |